# آنسون دورانس
آنسون دورانس (انگلیسی: Anson Dorrance؛ زادهٔ ۹ آوریل ۱۹۵۱) سرمربی، بازیکن فوتبال، و سرمربی (فوتبال) اهل ایالات متحده آمریکا است.